# فرانسیسکو رودریگیس
فرانسیسکو رودریگیس (پرتغالی: Francisco Rodrigues; ۲۷ ژوئن ۱۹۲۵ – ۳۰ اکتبر ۱۹۸۸) بازیکن فوتبال اهل برزیل بود.
از باشگاه‌هایی که در آن بازی کرده‌است می‌توان به باشگاه فوتبال پالمیراس، باشگاه فوتبال پائولیستا، باشگاه فوتبال روساریو سنترال، باشگاه فوتبال فلومیننزه، و باشگاه فوتبال بوتافوگو اشاره کرد.
وی همچنین در تیم ملی فوتبال برزیل بازی کرده‌است.